# NGC 5958
NGC 5958 este o galaxie spirală situată în constelația Coroana Boreală. A fost descoperită în 11 aprilie 1785 de către William Herschel. Se află la o distanță de 32,2 de megaparseci de Pământ.